# Paulianometallyra
Paulianometallyra är ett släkte av skalbaggar. Paulianometallyra ingår i familjen långhorningar.
Kladogram enligt Catalogue of Life:
| Paulianometallyra | \| \| Paulianometallyra jacksoni \| \| \| \| \| \| Paulianometallyra tanganycae \| \| \| \| |
|                   | \| \| Paulianometallyra jacksoni \| \| \| \| \| \| Paulianometallyra tanganycae \| \| \| \| |
|                   | Paulianometallyra jacksoni                                                                  |
|                   |                                                                                             |
|                   | Paulianometallyra tanganycae                                                                |
|                   |                                                                                             |